# Albrecht II van Mecklenburg-Schwerin
Albrecht II van Mecklenburg (Schwerin, circa 1318 - 18 februari 1379) was van 1329 tot 1347 heer en van 1347 tot aan zijn dood hertog van Mecklenburg en van 1358 tot aan zijn dood graaf van Schwerin. Hij behoorde tot het huis Mecklenburg.

## Levensloop
Albrecht II was de tweede, maar oudst overlevende zoon van heer Hendrik II van Mecklenburg en diens tweede echtgenote Anna, dochter van hertog Rudolf I van Saksen-Wittenberg. 
In 1329 volgde hij samen met zijn jongere broer Johan I zijn vader op als heer van Mecklenburg. Als heer van Mecklenburg had hij een diepe interesse in het bemachtigen van invloed in Scandinavië, in de vorm van leengoed of inkomen. In juli 1347 werd de heerlijkheid Mecklenburg door keizer Karel IV van het Heilige Roomse Rijk verheven tot hertogdom, waardoor Albrecht II en zijn broer Johan I de eerste hertogen van Mecklenburg werden.
Op 10 april 1336 huwde Albrecht met Euphemia (1317-1370), dochter van Erik Magnusson, zoon van koning Magnus III van Zweden en hertog van Södermanland en Halland. De moeder van Euphemia was Ingeborg, dochter en erfgename van koning Haakon V van Noorwegen. Door dit huwelijk verwierf Albrecht II status in Zweden door de erfgoederen van zijn echtgenote en haar voorouderlijke connecties en kon hij deelnemen aan de interne politiek van Scandinavië. Dit leverde hem bij de Zweden de bijnaam de Vos van Mecklenburg op, wegens zijn gekonkel en hebzucht. 
Albrecht arrangeerde een huwelijk tussen zijn zoon, de latere hertog Hendrik III van Mecklenburg, en Ingeborg, de dochter en mogelijke erfgename van koning Waldemar IV van Denemarken. Rond 1362 vond hun huwelijk plaats en hun jonge zoon werd al snel onsuccesvol als erfopvolger van Denemarken opgevoerd in competitie met Waldemars jongste dochter Margaretha, die later koningin van Denemarken, Noorwegen en Zweden (de zogenaamde Unie van Kalmar) zou worden.
In het begin van de jaren 1350 ondervond Albrechts schoonbroer koning Magnus IV van Zweden enorme moeilijkheden. Invloedrijke edellieden probeerden de koninklijke macht in Zweden te ondermijnen en stelden in 1356 Magnus' oudste zoon Erik XII aan tot rivaliserende koning. Na de dood van de jonge Erik in 1359 werd de tweede zoon van Albrecht II, eveneens Albrecht geheten, de nieuwe marionetkoning in naam van de Zweedse adel. Albrecht II oefende een grote invloed uit om zijn zoon Albrecht koning van Zweden te maken, maar dan met hemzelf als de echte machthebber achter de troon. In 1364 zette de jonge Albrecht zijn oom Magnus IV effectief af als koning van Zweden en besteeg hij als koning Albrecht de Zweedse troon. Ook spraken Albrecht II en zijn eerste echtgenote Euphemia af dat haar genealogische positie voortaan het uitgangspunt zou zijn van elke toekomstige aanspraak van het huis Mecklenburg op de Scandinavische tronen.
Na de dood van zijn eerste echtgenote Euphemia in 1370 hertrouwde Albrecht II met Adelheid, dochter van graaf Ulrich van Hohenstein. Uit dit huwelijk werden waarschijnlijk geen kinderen geboren. In 1379 stierf Albrecht II, waarna hij als hertog van Mecklenburg werd opgevolgd door zijn oudste zoon Hendrik III.

## Nakomelingen
Uit het huwelijk van Albrecht II en zijn eerste echtgenote Euphemia werden vijf kinderen geboren:
- Hendrik III (1337-1383), hertog van Mecklenburg
- Albrecht (1338-1412), hertog van Mecklenburg en koning van Zweden
- Anna (overleden in 1415), huwde in 1362 met graaf Adolf VII van Holstein-Kiel
- Ingeborg (1343/1345-1395), huwde in 1360 met hertog Lodewijk VI van Beieren
- Magnus I (1345-1384), hertog van Mecklenburg